# Peter Wallenberg senior

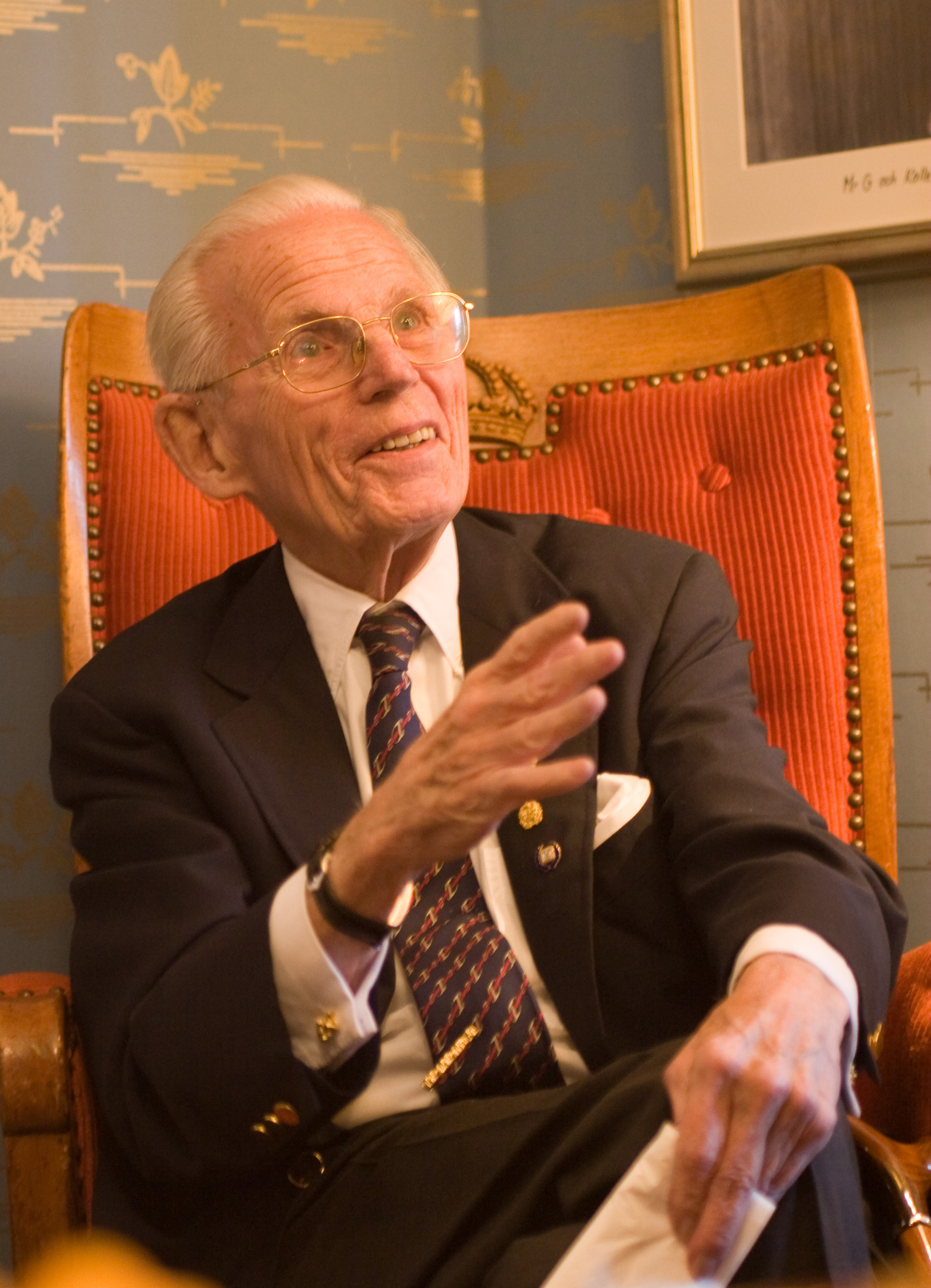
Peter Wallenberg senior, 2007

Peter Wallenberg senior (* 29. Mai 1926 in Stockholm; † 19. Januar 2015 in Värmdö) war ein schwedischer Industrieller und Investor. Er war ein Angehöriger der wohlhabenden und einflussreichen Familiendynastie Wallenberg.

## Leben

### Herkunft und Ausbildung
Wallenberg wurde als Sohn von Marcus Wallenberg (1899–1982), einem schwedischen Bankier, Industriellen und Diplomaten, und Dorothy (geb. Mackay), einer gebürtigen Schottin, in Schweden geboren. Wallenberg, mit dem Rufnamen "Pirre", wuchs in Stockholm auf. Er hatte einen Bruder mit dem Namen Marc und eine Schwester, genannt Ann-Marie. Er entstammte der wohl wichtigsten schwedischen Bankiers- und Unternehmerfamilie. Zur Familie gehörte auch der Diplomat Raoul Wallenberg, der im Zweiten Weltkrieg in Budapest viele Juden rettete, 1945 aber in die Sowjetunion deportiert und ermordet wurde.
Wallenberg studierte Rechtswissenschaft an der Universität Stockholm und beendete das Studium mit dem Magisterexamen.

### Berufliches
Seine Familie und Vorfahren hatten bereits eine erfolgreiche Unternehmensgruppe aufgebaut, in die er 1953 eintrat. Initiator der Wallenberg-Gruppe war André Oscar Wallenberg (1816–1886), der in Stockholm 1856 die schwedische Privatbank Stockholms Enskilda Banken gründete, von wo aus die Entwicklungen ihren Lauf nahmen. Die Bank wurde 1972 mit einem anderen Finanzinstitut zusammengeschlossen und zur Skandinaviska Enskilda Banken (SEB). Sie ist bis heute in Besitz der Wallenberg-Familie. Unter Knut Agaton Wallenberg (1853–1938) wurde die Stockholms Enskilda Banken die bedeutendste Bank Schwedens. Sie unterstützte u. a. als bedeutender Risikokapitalgeber die Industrialisierung Schwedens. 1916 wurde die Beteiligungsgesellschaft Investor AB von der Familie Wallenberg gegründet. Über Investor AB, ihre Investmentgesellschaft, kontrolliert die Familie Wallenberg ferner Anteile an dem Maschinenbaukonzern ABB, den Technologiekonzernen Ericsson und Electrolux und dem schwedisch-britischen Pharmahersteller AstraZeneca. Wallenberg war 10 Jahre Vorsitzender der Investor AB. Seit 1994 engagieren sich die Wallenbergs auch über die auch in Deutschland tätige Fondsgesellschaft EQT im Private-Equity-Geschäft.
Ursprünglich hätte sein Bruder Marc die Familiengeschäfte übernehmen sollen, doch dieser nahm sich 1971 das Leben.

### Ehrenamt
Wallenberg war Ehrenvorsitzender der Stiftung Knut-und-Alice.Wallenberg. Die Stiftung finanziert wirtschaftliche Forschung. Erst kurz vor seinem Tod hatte sich Wallenberg aus den letzten aktiven Geschäften in der Stiftung zurückgezogen und den Vorsitz an seinen Sohn Peter Wallenberg junior übergeben.
Die schwedische Königsfamilie nannte ihn einen engen und loyalen Freund.
Stiftung teilte mit, ihr Ehrenvorsitzender sei friedlich in seinem Haus eingeschlafen. Erst am Donnerstag hatte Peter Wallenberg senior den Vorsitz der Knut-und-Alice-Wallenberg-Stiftung an seinen Sohn Peter Wallenberg junior übergeben.

### Privates
Wallenberg hat zwei Söhne Jacob Wallenberg (* 1956) und Peter Wallenberg junior (* 1959) die beide auch in den Familienunternehmen tätig waren.
Er war mit Ferdinand Piëch, einem österreichischen Wirtschaftsmagnaten, befreundet.